# Dora und die goldene Stadt
Dora und die goldene Stadt (Originaltitel: Dora and the Lost City of Gold) ist ein US-amerikanischer Kinder-Abenteuerfilm, der auf der Zeichentrick-Serie Dora basiert. Regie führte James Bobin, das Drehbuch schrieben Matthew Robinson und Nicholas Stoller. Er wurde im August 2019 in den USA veröffentlicht. In Deutschland startete der Film am 10. Oktober 2019.

## Handlung
Dora wächst mit ihren Eltern und ihrem Vetter Diego im Urwald von Peru auf. Die Eltern suchen dort nach der legendären Inka-Stadt Parapata, die einen sehr großen Goldschatz enthalten soll und archäologisch bedeutsam ist. Diego und Doras Affe Boots sind die einzigen Freunde, die sie dort hat. Als sie sechs Jahre alt ist, muss Diego sie verlassen und nach Los Angeles ziehen.
Zehn Jahre später senden Doras Eltern sie auch nach Los Angeles, da sie kurz davor sind, die Inka-Stadt zu finden und sie der Meinung sind, dass Dora auch Kontakt zu Gleichaltrigen haben soll. Sie besucht in Los Angeles zusammen mit Diego die Silver Lake High School, hat aber Probleme, sich sozial anzupassen. Während eines Ausflugs in ein Museum werden sie, ihr Vetter und zwei Mitschüler von Schatzräubern entführt und nach Peru gebracht. Die Schatzräuber wollen über sie an ihre Eltern und damit das Gold Parapatas gelangen. Dora und ihren Mitschülern gelingt mit Hilfe von Alejandro Gutierrez, der sich als Assistent eines befreundeten Professors ausgibt, die Flucht.
Die Gruppe macht sich auf die Suche nach Doras Eltern und wird dabei von den Schatzräubern verfolgt. Schließlich finden sie das Lager der Eltern, die ihrerseits von den Wächtern der Stadt entführt wurden. Schließlich finden sie die Stadt, aber auch die Schatzräuber holen sie ein. Alejandro entpuppt sich nun als der Anführer der Schatzräuber. Dora und ihre Mitschüler entkommen mit der Hilfe ihres Affen. Die Jugendlichen können das Tor zur Goldstadt öffnen und gelangen, vorbei an verschiedenen Fallen, in das Innerste mit einer riesigen Goldstatue. Dort erreicht sie nun wieder Alejandro. Nun treten die Wächter der Stadt auf, die Dora, ihre Mitschüler und die Eltern gehen lassen, da Dora sie von ihren guten Absichten überzeugen kann. Alejandro bleibt in ihrer Gefangenschaft. Dora kehrt nach Los Angeles zurück, mit ihren Mitschülern nun als Freunden.

## Hintergrund
Der Film wurde als Realfilm aus der Zeichentrick-Serie Dora entwickelt. Der Film greift diese Vorlage vielfach auf. Die Idee einer Adaption einer Teenager-Dora in einem Real-Film war allerdings im Internet eher spöttisch betrachtet worden. Der Film nutzt zusätzlich die typischen Elemente von Archäologie-Filmen wie der Indiana-Jones-Reihe.

## Synchronisation
| Rolle               | Schauspieler     | Synchronsprecher     |
| ------------------- | ---------------- | -------------------- |
| Dora                | Isabela Moner    | Derya Flechtner      |
| Alejandro Gutierrez | Eugenio Derbez   | Matthias Deutelmoser |
| Cole                | Michael Peña     | Tobias Müller        |
| Elena               | Eva Longoria     | Anna Carlsson        |
| Nico                | Joey Vieira      | Nicolas Buitrago     |
| Randy               | Nicholas Coombe  | Tim Schwarzmaier     |
| Sammy               | Madeleine Madden | Laura Elßel          |
| Dora (jung)         | Madelyn Miranda  | Marlene Schick       |

## Rezeption
Dora und die goldene Stadt wird als Meilenstein der Repräsentation von Latinos im US-amerikanischen Film angesehen, ähnlich wie Black Panther für Afroamerikaner. Grund ist, dass die meisten wichtigen Figuren Latinos sind, insbesondere die Hauptfigur Dora. Das Produktionsbudget betrug rund 49 Millionen US-Dollar. Am ersten Wochenende konnte der Film 17 Millionen US-Dollar einspielen. Das weltweite Einspielergebnis beträgt derzeit (Stand: Oktober 2019) rund 113,8 Millionen US-Dollar.